# 罗龙文
罗龙文（1516年—1565年），字含章，号小华山人，安徽省歙县人，是工部左侍郎严世蕃的幕僚，曾任中书舍人。嘉靖四十三年林润上奏弹劾严世蕃、罗龙文。嘉靖四十四年被处死。

## 亲属
- 罗震孙（祖父）
- 罗岩宗（父亲）
- 罗延年（长兄）
- 罗六一（长子）

## 文藝作品

### 影視作品
| 年份   | 劇名                   | 演員   | 剧中姓名      | 註解 |
| 2020年 | 電視劇《錦衣之下》     | 王晔   | 王麻子/羅文龍 |      |
| 2006年 | 電視劇《大明王朝1566》 | 贾韵彤 | 罗龙文        |      |